# Aitor Ariño
Aitor Ariño Bengoechea (Penarth, Reino Unido el 5 de octubre de 1992) es un jugador de balonmano español. Juega en la posición de extremo izquierdo en el Füchse Berlin de la DAIKIN HBL. Mide 1,85 metros y pesa 80 kg.
En enero de 2013 es convocado por el seleccionador Valero Rivera para disputar el Campeonato Mundial de Balonmano que se disputa en España, sustituyendo al lesionado Cristian Ugalde.

## Clubes
- F. C. Barcelona "B" (2011-2012)
- F. C. Barcelona Lassa (2012-act.)

## Estadísticas
| Club                  | Temporada           | Liga  | Liga  | Liga  | Europa | Europa | Europa | Total | Total | Total |
| Club                  | Temporada           | Part. | Goles | Media | Part.  | Goles  | Media  | Part. | Goles | Media |
| --------------------- | ------------------- | ----- | ----- | ----- | ------ | ------ | ------ | ----- | ----- | ----- |
| F. C. Barcelona Lassa | 2011-12             | 1     | 7     | 7,0   | 0      | 0      | 0,0    | 1     | 7     | 7,0   |
| F. C. Barcelona Lassa | 2012-13             | 19    | 34    | 1,79  | 4      | 0      | 0,0    | 23    | 34    | 1,47  |
| F. C. Barcelona Lassa | 2013-14             | 24    | 59    | 2,46  | 16     | 19     | 1,19   | 40    | 78    | 1,95  |
| F. C. Barcelona Lassa | 2014-15             | 27    | 69    | 2,55  | 16     | 7      | 0,44   | 43    | 76    | 1,77  |
| F. C. Barcelona Lassa | 2015-16             | 30    | 119   | 3,97  | 16     | 12     | 0,75   | 46    | 131   | 2,85  |
| F. C. Barcelona Lassa | 2016-17             | 15    | 39    | 2,60  | 9      | 10     | 1,11   | 24    | 49    | 1,96  |
| Total en su carrera   | Total en su carrera | 116   | 327   | 2,82  | 61     | 48     | 0,79   | 177   | 375   | 2,12  |

Actualizado a 15 de enero de 2017.

## Palmarés

### F. C. Barcelona Lassa
- Liga ASOBAL: (2013, 2014, 2015, 2016, 2017, 2018, 2019, 2020, 2021, 2022, 2023, 2024)
- Copa del Rey de Balonmano: (2014, 2015, 2016, 2017, 2018, 2019, 2020, 2021, 2022, 2023, 2024)
- Supercopa de España de Balonmano: (2012, 2013, 2014, 2015, 2016, 2017, 2018, 2019, 2020, 2021, 2022)
- Copa ASOBAL: (2012, 2013, 2014, 2015, 2016, 2017, 2018, 2019, 2020, 2021, 2022, 2023, 2024)
- Supercopa de Cataluña: (2013 y 2015)
- Liga de Campeones de la EHF: (2015, 2021, 2022, 2024)
- Mundialito de clubes: (2014, 2018, 2019)
- Supercopa Ibérica: (2022, 2023, 2024)

### Selección española

#### Campeonato del Mundo
- Medalla de oro en el Campeonato Mundial de Balonmano de 2013
- Medalla de bronce en el Campeonato Mundial de Balonmano de 2021

#### Campeonato de Europa
- Medalla de oro en el Campeonato Europeo de Balonmano Masculino de 2018
- Medalla de oro en el Campeonato Europeo de Balonmano Masculino de 2020
- Medalla de plata en el Campeonato Europeo de Balonmano Masculino de 2022

#### Juegos Mediterráneos
- Medalla de bronce en los Juegos Mediterráneos de 2018